# Hörnerfrage
Die sophistische Hörnerfrage (lat. cornuta quaestio, griech. keratinê zêtêsis) ist wie der Krokodilschluss ein Fangschluss und zielt darauf ab, das Gegenüber in Verlegenheit zu bringen und bloßzustellen (eine Vexierfrage). Als Erfinder der Hörnerfrage gilt Eubulides. So fragte er: „Hast Du deine Hörner verloren?“ Antwortete das Gegenüber mit „Nein“, so folgerte er: „Dann hast Du noch deine Hörner.“ Hier ist zu beachten, dass die Megariker nur ein Ja oder Nein als Antwort duldeten. Die Aussage: „Es war mir nicht möglich, Hörner abzuwerfen mangels der Hörner“ war demnach unzulässig. Es handelt sich um eine Form des manipulativen Präsuppositionsgebrauchs.
Der Befragte war somit der Gehörnte (lat.: Cornutus griech. keratinês). 